# Österreichische Lokaleisenbahngesellschaft

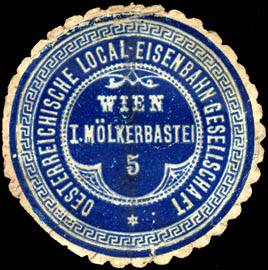
Siegelmarke der Österreichischen Local-Eisenbahn-Gesellschaft

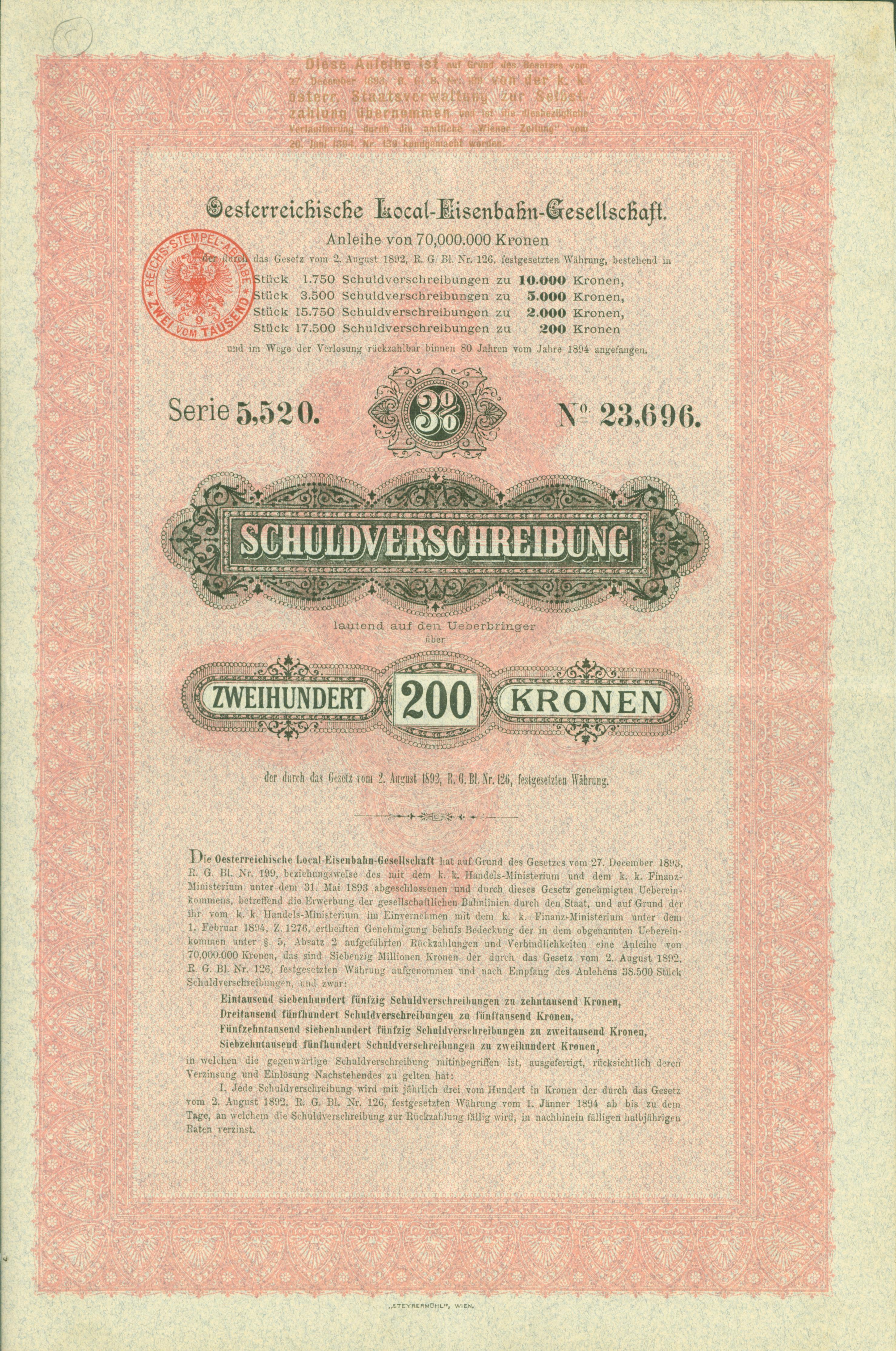
Schuldverschreibung der Oesterreichischen Local-Eisenbahn-Gesellschaft vom 24. März 1894

Die Österreichische Lokaleisenbahngesellschaft (ÖLEG) war eine private Eisenbahngesellschaft in Österreich. Sie war Eigentümer und Betreiber von Lokalbahnen in den Kronländern Böhmen, Mähren und Niederösterreich. Der Sitz der Gesellschaft war in Wien.

## Geschichte
Die Gesellschaft wurde im Jahre 1880 gegründet, um vor allem den ländlichen Raum mit Lokalbahnen zu erschließen. Mit der Elbogener Localbahn in Nordwestböhmen gelangte im Jahre 1881 die erste Eisenbahnlinie ins Eigentum der Gesellschaft. In den Folgejahren entwickelte sich die ÖLEG zum größten Lokaleisenbahnbetreiber in Österreich. 
Schon ab 1884 gab die ÖLEG die Betriebsführung auf einem Teil ihrer Strecken an fremde Bahngesellschaften ab. In Vorbereitung einer geplanten Verstaatlichung ging die Betriebsführung der noch übrigen Strecken am 1. Juli 1887 an die k.k. Staatsbahnen (kkStB) über. Von nun an war die ÖLEG nur noch Eigentümer der Infrastruktur.
Am 1. Jänner 1894 wurde die Gesellschaft verstaatlicht. Die Strecken und Fahrzeuge wurden endgültig von den kkStB übernommen.

## Die Strecken
- Elbogener Localbahn: Neusattl–Elbogen (* 15. Oktober 1877); am 1. Januar 1881 erworben; ab 1. Juli 1887 im Betrieb der kkStB
- Časlau–Žleb (* 6. Januar 1881); ab 1. Juli 1889 im Betrieb der ÖNWB
- Skowitz–Wrdy-Bučic (* 6. Januar 1881); ab 1. Juli 1889 im Betrieb der ÖNWB
- Lokalbahn Peček–Zasmuk mit Abzweigungen: Peček–Zasmuk, Bošic–Kauřim, Zweigbahn zur Zuckerfabrik Karlsthal (* 8. Oktober 1881); ab 1. Januar 1884 im Eigentum und Betrieb der StEG
- Smidar–Hochwessely (* 20. November 1881); ab 1. Juli 1885 im Betrieb der BCB
- Chodau–Neudek (* 20. Dezember 1881);  ab 1. Juli 1887 im Betrieb der kkStB
- Žleb–Zawratetz-Třemoschnitz (* 14. Februar 1882); ab 1. Juli 1889 im Betrieb der ÖNWB
- Königshan–Schatzlar (* 5. November 1882); ab 1. Juli 1889 im Betrieb der SNDVB
- Brandeis–Mochow (* 12. Oktober 1882); ab 1. Juli 1885 im Betrieb der BCB (→Bahnstrecke Čelákovice–Mochov, Bahnstrecke Čelákovice–Brandýs nad Labem)
- Časlau–Močovic (* 30. November 1882); ab 1. Juli 1889 im Betrieb der ÖNWB
- Olmütz–Cellechowitz (* 4. März 1883); ab 1. Juli 1887 im Betrieb der kkStB
- Ungarisch Hradisch–Ungarisch Brod (* 1. April 1883); ab 22. Juli 1885 im Betrieb der StEG
- Böhmisch Leipa–Niemes (* 1. November 1883); ab 1. Juli 1887 im Betrieb der kkStB; 29. Dezember 1898 an ATE
- Schönhof–Radonitz (* 1. Januar 1884); ab 1. Juli 1887 im Betrieb der kkStB
- Kaschitz–Schönhof (* 18. August 1881); am 1. Juli 1884 von EPPK; 1886 im Betrieb der kkStB
- Mährisch Weißkirchen–Krasna (* 1. Oktober 1884); ab 24. Dezember 1887 im Betrieb der KFNB
- Krasna–Wsetin (* 1. Juli 1885); ab 24. Dezember 1887 im Betrieb der KFNB
- St. Pölten–Herzogenburg–Tulln (* 3. August 1885); im Betrieb der kkStB
- Niederlindewiese–Ziegenhals (* 26. Februar 1888); im Betrieb der kkStB
- Niederlindewiese–Hannsdorf (* 1. Oktober 1888); im Betrieb der kkStB
- Herzogenburg–Krems (* 16. Juli 1889); im Betrieb der kkStB
- Hadersdorf–Sigmundsherberg (* 16. Juli 1889); im Betrieb der kkStB
- Budweis–Gojau (* 20. November 1891); im Betrieb der kkStB
- Gojau–Salnau (4. Juli 1892); im Betrieb der kkStB

## Fahrbetriebsmittel
| Lokomotiven der Österreichischen Lokaleisenbahngesellschaft | Lokomotiven der Österreichischen Lokaleisenbahngesellschaft | Lokomotiven der Österreichischen Lokaleisenbahngesellschaft | Lokomotiven der Österreichischen Lokaleisenbahngesellschaft | Lokomotiven der Österreichischen Lokaleisenbahngesellschaft | Lokomotiven der Österreichischen Lokaleisenbahngesellschaft | Lokomotiven der Österreichischen Lokaleisenbahngesellschaft | Lokomotiven der Österreichischen Lokaleisenbahngesellschaft | Lokomotiven der Österreichischen Lokaleisenbahngesellschaft |
| ----------------------------------------------------------- | ----------------------------------------------------------- | ----------------------------------------------------------- | ----------------------------------------------------------- | ----------------------------------------------------------- | ----------------------------------------------------------- | ----------------------------------------------------------- | ----------------------------------------------------------- | ----------------------------------------------------------- |
| Reihe                                                       | Bild                                                        | ÖLEG-Nr.                                                    | Anzahl                                                      | Hersteller                                                  | Baujahre                                                    | Achsformel                                                  | kkStB-Nr.                                                   | ČSD-Nr.                                                     |
| A                                                           |                                                             | 1–6                                                         | 6                                                           | Krauss/München                                              | 1882–1883                                                   | B n2t                                                       | Inv.-Nr. (8361)–(8362)                                      | -                                                           |
| B                                                           |                                                             | 101–104, 109–114                                            | 9                                                           | Krauss/Linz, Floridsdorf                                    | 1877–1881                                                   | B n2t                                                       | 83.01–02, 11, 16, 21–26                                     | 200.001–003                                                 |
| B'                                                          |                                                             | 105–108                                                     | 4                                                           | Floridsdorf                                                 | 1881–1882                                                   | B n2t                                                       | 183.01–04                                                   | -                                                           |
| C                                                           |                                                             | 201                                                         | 1                                                           | Ringhoffer                                                  | 1880                                                        | B2                                                          | -                                                           | -                                                           |
| D                                                           |                                                             | 301–304                                                     | 4                                                           | Krauss/München                                              | 1883                                                        | B n2t                                                       | 84.01–04                                                    | -                                                           |
| F                                                           |                                                             | 501–512                                                     | 8                                                           | Floridsdorf, Krauss/München                                 | 1880–1902                                                   | C n2t                                                       | 93.01–05, 11–13                                             | 300.101                                                     |
| G                                                           |                                                             | 601–606                                                     | 6                                                           | Krauss/München                                              | 1881–1883                                                   | C n2t                                                       | 94.01–05, 294.11–12                                         | -                                                           |